# 송푸름
송푸름(추르미, 1991년 12월 23일 ~)은 대한민국의 가수다. 2016년 싱글 《가을밤》으로 데뷔했다.

## 방송
- 보이스 코리아 2 (2013) - Top8

## OST
- 태풍의 신부 - 우리 사랑을 시작해도 될까요

## 공연
- 송푸름 온라인 단독 콘서트 '푸름' (2020)